# Brownea excelsa
Brownea excelsa là một loài thực vật có hoa trong họ Đậu. Loài này được (Pittier) J.F.Macbr. miêu tả khoa học đầu tiên.